# Ciona savignyi
Ciona savignyi  (лат.) — вид оболочников из класса асцидий. Обитает на мелководье вокруг Японии. Кроме этого, распространён на западном берегу Северной Америки, где рассматривается как инвазивный вид.

## Описание
Ciona savignyi — одиночная асцидия с бутылкообразным или вазообразным телом до 15 см в длину. Как правило, тело расширяется к основанию, которым постоянно прикреплено к твёрдой поверхности. Внешняя поверхность тела, или оболочка, желеобразная прозрачная от беловатого до кремового цвета. Часто через прозрачную оболочку видны мышечные полосы и внутренние органы. На верхнем конце располагается оральный сифон, через который поступает вода. Отверстие завершается восемью створками с жёлтыми краями и оранжево-красными пятнами. Сбоку рядом с оральным сифоном расположен атриальный (клоакальный) сифон, через который профильтрованная вода выбрасывается наружу. Атриальный сифон закрывается шестью жёлтыми створками с красными пятнами, похожими на створки орального сифона. Вдоль оболочки тела тянутся от 5 до 7 мышечных полос, с помощью которых сифоны в случае опасности могут сжиматься. Вид очень похож на Ciona intestinalis, однако у Ciona savignyi имеются белые пятна на оболочке, которые отсутствуют у C. intestinalis. Кроме этого, у C. intestinalis нет красноватого цвета на оральном сифоне.

## Ареал и местообитание
Родиной Ciona savignyi считается Япония, а также, возможно, Аляска и Британская Колумбия. Однако в 1985 году вид был замечен в Лонг-Бич в Калифорнии, после чего распространился по побережью Калифорнии. В 1998 году был обнаружен уже в Пьюджет-Саунде и на островах Сан-Хуан (штат Вашингтон).
Этот оболочник предпочитает доки, сваи, стоянки яхт, заливы и сооружения для аквакультуры. Считается, что распространяется с балластными водами. В США рассматривается как инвазивный вид, хотя возможное воздействие на местную экосистему неизвестно.

## Биология
Ciona savignyi питается за счёт фильтрации воды. Вода поступает через оральный сифон и проходит через слизистую сеть, задерживающую планктон. Периодически слизь с планктоном сворачивается и проглатывается, а на её место секретируется новая. Профильтрованная вода выбрасывается наружу через атриальный сифон.
Так же, как другие оболочники, Ciona savignyi является гермафродитом. Однако мужские и женские гонады созревают в разное время, что предотвращает самооплодотворение. Гаметы высвобождаются в море, и после оплодотворения из яиц вылупляются головастикообразные личинки. Через несколько дней личинки прикреплаются к твёрдой поверхности и проходят метаморфоз, превращаясь в молодых оболочников.

### Геном
Геном Ciona savignyi был секвенирован. Вид обладает самым большим генетическим разнообразием среди известных видов.